# 하나 스프레드시트
하나 워드프로세서는 금성소프트웨어주식회사에서 개발한 도스용 스프레드시트로, 행정전산망용 스프레드시트로 사용되었다.
초창기에는 '하나', '하나셈벗'이라는 이름으로 불리기도 하였다.

## 역사
1988년 5월 최초로 개발되었다.
1998년 6월, '하나셈벗'이 마이크로소프트사의 '멀티플랜'과 함께 정부의 행정전산망용 스프레드시트로 선정되었다.
1990년 6월 12일, 버전 3.0이 발표되었다.
1994년 버전 4.0이 발표되었다.

## 같이 보기
- 하나 워드프로세서
- 하나 데이터베이스